# Aimé De Gendt
Aimé De Gendt (født 17. juni 1994 i Aalst) er en belgisk cykelrytter, der kører for Cofidis.

## Store resulter
2015
3. plads i Tour de Berlin
2016
6. plads i Grand Prix de Wallonie

## Eksterne links
- Wikimedia Commons har flere filer relateret til Aimé De Gendt
- Aimé De Gendts profil hos UCI (engelsk)
- Aimé De Gendts profil på Cykelsiderne
- Aimé De Gendts profil på Cycling Quotient (engelsk)
- Aimé De Gendts profil på ProCyclingStats (engelsk)
- Aimé De Gendts profil på FirstCycling